# Tanrake
Tanrake es una población en Tuvalu. Está en el atolón de Nui, en la isla de Fenua Tapu. La ubicación es 7,25°S 177,15°E

## Población
| Estimación de 2000 | Cálculo de 2009 |
| ------------------ | --------------- |
| 400                | 366             |